# East Greenbush (hrabstwo Rensselaer)
East Greenbush – jednostka osadnicza w Stanach Zjednoczonych, w stanie Nowy Jork, w hrabstwie Rensselaer.